# Hakan Karacaoğlu
Hakan Karacaoğlu (né le 29 septembre 1982) est un athlète turc, spécialiste du 200 m.
Son meilleur temps, sur 200 m, enregistré par l'IAAF n'est que de 22 s 27 à Izmir en 2005 (lors de l'Universiade de 2005) mais en 2011, il contribue à faire passer le record turc du relais 4 × 100 m en dessous des 40 s : médaille d'or lors des Championnats des Balkans à Sliven en battant le record national en 39 s 81. Le reste de l'équipe était composé de Serdar Tamaç, Sezai Özkaya et Izzet Safer.